# رولاندو ویلازون
رولاندو ویلازون (اسپانیایی: Rolando Villazón‎؛ زاده ۲۲ فوریهٔ ۱۹۷۲) خوانندهٔ مکزیکی اپرا با صدای تنور است. او اکنون شهروند و ساکن فرانسه است.